# بک دو بوسون
بک دو بوسون (به لاتین: Becs de Bosson) یک کوه در سوئیس است که در کانتون وله واقع شده‌است. بک دو بوسون ۳٬۱۴۹ متر بالاتر از سطح دریا واقع شده‌است.